# Cantone di Tartas-Est
Il Cantone di Tartas-Est era una divisione amministrativa dell'arrondissement di Dax.
È stato soppresso a seguito della riforma complessiva dei cantoni del 2014, che è entrata in vigore con le elezioni dipartimentali del 2015.
Comprendeva parte della città di Tartas e i comuni di
- Audon
- Carcarès-Sainte-Croix
- Gouts
- Lamothe
- Le Leuy
- Meilhan
- Souprosse